# Liste der denkmalgeschützten Objekte in Ritzing (Burgenland)
Die Liste der denkmalgeschützten Objekte in Ritzing enthält die 7 denkmalgeschützten, unbeweglichen Objekte der burgenländischen Gemeinde Ritzing.

## Denkmäler
| Foto |                 | Denkmal                                                              | Standort                                 | Beschreibung | Metadaten |
| ---- | --------------- | -------------------------------------------------------------------- | ---------------------------------------- | --- | --- |
| ja   | Datei hochladen | Ehem. röm. kath. Volksschule HERIS-ID: 45950 Objekt-ID: 47538        | Hauptstraße 4 Standort KG: Ritzing       | Ein eingeschoßiges Gebäude aus dem Jahr 1894 mit Mittelrisalit. | BDA-Hist.: Q38018275 Status: Bescheid Stand der BDA-Liste: 2025-06-30 Name: Ehem. röm. kath. Volksschule GstNr.: 60 Ehemalige Volksschule, Ritzing     |
| ja   | Datei hochladen | Mariensäule, Maria Immaculata HERIS-ID: 57364 Objekt-ID: 67346       | neben Hauptstraße 4 Standort KG: Ritzing | Auf einer Weinlaubsäule eine Immaculata-Steinfigur aus der ersten Hälfte des 18. Jahrhunderts. Die Sockelfiguren stellen die hll. Sebastian und Rochus dar. | BDA-Hist.: Q38076191 Status: § 2a Stand der BDA-Liste: 2025-06-30 Name: Mariensäule, Maria Immaculata GstNr.: 59/2 Mariensäule in Ritzing              |
| ja   | Datei hochladen | Förderturm Helenenschacht HERIS-ID: 34828 Objekt-ID: 33232           | Helenenschacht 5 Standort KG: Ritzing    | 1882 wurde in dem (ab 1921 grenzübergreifenden) Braunkohlenrevier Brennberg (Brennbergbánya) der Helenenschacht abgeteuft. Der zugehörige Förderturm wurde 1914/15 aus Sicherheitsgründen ummauert. 1930 erfolgte die Stilllegung des Helenenschachtes als Förderschacht. 1986 wurde der Schacht auf Anordnung der Bezirkshauptmannschaft verfüllt, der baufällige Förderturm 1991 von privater Seite erworben, restauriert und zugängig gemacht. | BDA-Hist.: Q1602057 Status: Bescheid Stand der BDA-Liste: 2025-06-30 Name: Förderturm Helenenschacht GstNr.: 4120/4 Helenenschacht                     |
| ja   | Datei hochladen | Rosalienkapelle HERIS-ID: 57365 Objekt-ID: 67347                     | Kapellenanger Standort KG: Ritzing       | Eine im Jahr 1732 errichtete Kapelle mit Dachreiter und einer 3/8-Schluss-Apsis. In einer Nische befindet sich eine Glockenmadonna-Steinstatue. | BDA-Hist.: Q38076201 Status: § 2a Stand der BDA-Liste: 2025-06-30 Name: Rosalienkapelle GstNr.: 5117 Rosalienkapelle, Ritzing                          |
| ja   | Datei hochladen | Kalvarienbergkreuz HERIS-ID: 57361 Objekt-ID: 67343                  | vor Kirchengasse 11 Standort KG: Ritzing | Kreuzigungsgruppe aus Stein mit der hl. Maria und dem hl. Johannes; datiert mit 1705. | BDA-Hist.: Q38076174 Status: § 2a Stand der BDA-Liste: 2025-06-30 Name: Kalvarienbergkreuz GstNr.: 18/3                                                |
| ja   | Datei hochladen | Wehrmauer und Karner HERIS-ID: 33303 Objekt-ID: 30688                | Kirchengasse 11 Standort KG: Ritzing     | Die ehemalige Friedhofs- und Wehrmauer mit Schlüssellochscharten wurde über einem neuneckigen Grundriss errichtet. Das Eingangstor ist mit 1647 bezeichnet (datiert). Der Karner beziehungsweise die Grabkapelle der Adelsfamilie Tarnoczy ist ein kleiner rechteckiger Giebelbau mit Rundbogenportal und hat ein Kreuzgratgewölbe, das vermutlich aus dem 16. Jahrhundert stammt.                                                                | BDA-Hist.: Q37951282 Status: Bescheid Stand der BDA-Liste: 2025-06-30 Name: Wehrmauer und Karner GstNr.: 1 Pfarrkirche hl. Jakobus, Ritzing            |
| ja   | Datei hochladen | Kath. Pfarrkirche hl. Jakobus d. Ä. HERIS-ID: 47288 Objekt-ID: 50134 | Kirchengasse 11 Standort KG: Ritzing     | Ein kleiner, im Kern mittelalterlicher Bau mit einem Chor aus dem 15. Jahrhundert. Die Kirche, umgeben von einer ehemaligen Wehrmauer, wurde um 1640 bis 1647 barockisiert. Der viergeschoßige Westturm mit Steinhelm stammt aus dem 17. Jahrhundert. | BDA-Hist.: Q15840305 Status: § 2a Stand der BDA-Liste: 2025-06-30 Name: Kath. Pfarrkirche hl. Jakobus d. Ä. GstNr.: 1 Pfarrkirche hl. Jakobus, Ritzing |